# Thuès-Entre-Valls
Thuès-Entre-Valls en francés y oficialmente, Toès i Entrevalls en catalán, es una pequeña localidad y comuna francesa, situada en el departamento de Pirineos Orientales en la región de Languedoc-Rosellón y comarca histórica del Conflent, atravesada por el río Têt. 
A sus habitantes se les conoce por el gentilicio de thuésiens en francés.

## Demografía
| 39 | 46 | 23 | 38 | 48 | 41 |
| Para los censos de 1962 a 1999 la población legal corresponde a la población sin duplicidades (Fuente: INSEE [Consultar]) |    |    |    |    |    |